# جو نولز
جو نولز (بالإنجليزية: Joe Knowles) (10 يوليو 1996 بإنجلترا في المملكة المتحدة - ) هو لاعب كرة قدم أسترالي في مركز الهجوم. لعب مع نادي برث غلوري.

## وصلات خارجية
- جو نولز على موقع قاعدة بيانات كرة القدم.إي يو (الإنجليزية)
- جو نولز على موقع Soccerway.com (الإنجليزية)